# ليزلي جورج كيلي
ليزلي جورج كيلي (بالإنجليزية: Leslie George Kelly)‏ هو مؤرخ وصحفي نيوزلندي، ولد في 10 مايو 1906، وتوفي في 6 أغسطس 1959.